# 汉内斯·哈夫斯泰因
汉内斯·索尔泽·彼得松·哈夫斯泰因(Hannes Þórður Pétursson Hafstein)(1861年12月4日—1922年12月13日) 冰岛政治家和诗人。1904年他成为第一位冰岛地方自治政府总理和第一个被任命为丹麦内阁部长的冰岛人，负责冰岛阿尔庭（议会）。
汉内斯出生于冰岛赫尔高河谷（Hörgárdalur）的默兹吕韦利（Möðruvellir）农家，父亲彼得（Pétur Havstein）(1812年2月17日- 1875年6月24日)是北部和东部冰岛总督，母亲克里斯蒂娜（Kristjana Gunnarsdóttir Havstein）(1836年9月20日- 1927年2月24日)是冰岛第一个银行行长特里格维·昆纳尔松（Tryggvi Gunnarsson）的妹妹。
1880年汉内斯获得了全国文法学校Leavng证书(stúdentspróf)，1886年在哥本哈根大学获得了法律学位(第二等)。他是1900 - 1901、1903 - 1915和1916 - 1922年的议员（Alþingi）。
1904年1月31日被提名为冰岛首任自治大臣（总理），1904年2月1日至1909年3月31日在任。随后担任冰岛银行总裁，1912年任冰岛议会议长，1912年7月24日到1914年7月21日再次担任自治大臣。1917年因健康原因辞职，1922年12月13日在雷克雅未克去世，1931年他的雕像由雕塑家艾纳尔·容松（Einar Jónsson）在雷克雅未克揭幕。
| 前任： —               | 冰岛总理 (首任) 1904–1909 | 繼任： 比约恩·容松       |
| 前任： 克里斯蒂安·容松 | 冰岛总理 1912–1914        | 繼任： 西居尔泽·埃格尔兹 |